# One Piece: Grand Battle! 3
One Piece: Grand Battle! 3 est un jeu vidéo de combat développé par Ganbarion et édité par Bandai, sorti uniquement au Japon sur PlayStation 2 et GameCube le 11 décembre 2003. Il constitue le troisième volet de la série Grand Battle! de la franchise One Piece.

## Système de jeu
One Piece: Grand Battle! 3 est un jeu de combat en 3D.

## Développement et commercialisation
Le jeu est développé par Ganbarion qui a précédemment conçu les deux premiers volets de la série Grand Battle!,. Néanmoins, ce troisième opus innove puisqu'il est élaboré avec des graphismes en 3D.
L'existence du jeu est confirmée en juillet 2003 par Weekly Shônen Jump qui relaie la compatibilité du jeu sur GameCube et, pour le première fois pour la franchise One Piece, sur PlayStation 2.
Le jeu sort le 11 décembre 2003 uniquement au Japon.

## Ventes
D'après les données de Media Create, au cours de la première semaine de commercialisation de Grand Battle! 3, le jeu s'écoule à 166 900 exemplaires au Japon, dont 111 300 sur PlayStation 2 et 55 600 sur GameCube. Selon les chiffres de Famitsu recueillis pour l'année 2003, la version PlayStation 2 du jeu se vend à plus de 220 000 copies.